# Tales of Rebirth
Tales of Rebirth (яп. テイルズ オブ リバース Тэйрудзу обу Риба:су) — японская ролевая компьютерная игра, разработанная Namco Tales Studio и выпущенная Namco в Японии 16 декабря 2004 для PlayStation 2. 19 марта 2008 года была переиздана для PlayStation Portable. Ни одна из этих версий не выпускалась в англоговорящих странах.

## Игровой процесс
Tales of Rebirth имеются локации трёх типов: города, подземелья и экраны сражений; помимо этого, присутствует меню, где игрок изменяет настройки, связанные с отрядом (максимальное количество персонажей в отряде — шесть), а также вызывает другие функции: изменение снаряжения, управление навыками, определение стратегии, использование предметов, готовка еды. В городах встречаются неигровые персонажи, с которыми игрок может взаимодействовать для получения информации, торговли, развития своего отряда или для продвижения по сюжету. В городах нет врагов — это «безопасные» зоны, где отряд может отдохнуть в гостинице или купить новое оборудование. В подземельях, напротив, встречаются враги, сражения с которыми начинаются случайным образом. Обычно для продвижения по сюжету игроку требуется пройти подземелье, в конце которого зачастую находится босс. Когда начинается сражение, отряд переносится на отдельный экран, где игрок в реальном времени должен победить противника. После победы над противником отряд получает очки опыта, а также предметы (с определённой вероятностью). Отряд также может сбежать из битвы, если противник оказывается слишком сильным.

## Сюжет
Вейгэ Люнгберг, главный герой игры, живёт в небольшой деревне Сульц, расположенной в холодном северном регионе. Он никогда не покидал свою деревню, но чувствует, что рано или поздно должен сделать это, когда на его друзей и семью нападают неизвестные солдаты.
События Tales of Rebirth разворачивают в вымышленном мире, где расы людей и гаджумов (наполовину людей, наполовину зверей) относительно мирно сосуществуют. В древние времена две расы объединили усилия и основали королевство Карегию. В возрасте 60 лет король гаджумов, Ладрас Линдблюм (яп. ラドラス・リンドブロム), правивший королевством долгие годы, начинает слабеть и в конце концов умирает от неизвестной болезни. В день его смерти, который впоследствии был назван «День падения Ладраса», в королевстве наступает хаос. Дочь короля, Агартэ Линдблюм (яп. アガーテ・リンドブロム), оказывается единственной наследницей престола; она становится королевой, а её советницей — Зилва Мэдиган (яп. ジルバ・マディガン). Зилву часто называют принцессой из-за её близости с королевской семьёй. Впоследствии сюжет игры погружается в вопросы расизма — так задумал Хирамацу Масаки, написавший большую часть сценария. В одном из интервью он заметил, что на написание сюжета его вдохновила поездка в Югославию, где ярко выражена борьба между представителями разных национальностей.

## Разработка
Tales of Rebirth была официально анонсирована в апреле 2004 года, спустя неделю после того, как информация о новой игре серии уже просочилась в СМИ. Это произошло из-за того, что журнал Jump был по ошибке выпущен на неделю раньше, а на его страницах присутствовала информация о Tales of Rebirth. В июле того же года Namco сообщила, что все оформившие предзаказ игры Tales of Symphonia для PlayStation 2, релиз которой должен был состояться сентябре, получат также бонусный диск с демонстрационной версией Tales of Rebirth. Эта же демоверсия была представлена на Tokyo Game Show в том же месяце. Релиз игры состоялся 16 декабря 2004 года.
В июле 2004 года на сайте IGN появилась информация о том, что Tales of Rebirth является одним из кандидатов на локализацию для выпуска в Северной Америке ввиду высоких продаж и положительных отзывов о Tales of Symphonia для Nintendo GameCube, однако этого так и не случилось.

## Отзывы и критика
Игра была позитивно оценена критиками. Обозреватель сайта Siliconera высоко оценил то, как в игре переплетаются нововведения и уже знакомые элементы из предыдущих частей серии: «…эта игра сохраняет „олдскульный“ шарм Tales, но при этом привносит множество изменений, вводит массу отличных идей, которые работают на вас и делают развитие персонажей интересным». Журнал Famitsu поставил игре 32 балла из 40 возможных.
К концу 2007 года игра была продана в количестве 605 000 копий, что стало неплохим результатом по сравнению с уровнем продаж других игр серии; однако этот показатель не оправдал изначальные прогнозы: только в день релиза в магазины было отправлено 800 000 дисков с игрой.